# Eutiquio Munguía
General  Eutiquio Munguía fue un militar mexicano que participó en la Revolución mexicana. Munguía con el grado de Coronel defendió la ciudad de Cuautla del sitio y combates dirigidos por Emiliano Zapata el 13 de mayo de 1911. Munguía tenía a su mando a 300 hombres del 5.º Regimiento de Oro, de subjefe al coronel Francisco Rivera Mutio y el Mayor Gil Villegas. El 18 de mayo de ese mismo año el coronel Munguía abandonó la plaza al ver perdida su acción. Durante el ataque villista a Torreón ya con el grado de general, defendió junto a la División del Nazas compuesta de 3,500 hombres, 800 jinetes y 13 piezas de artillería a su mando. Munguía optó nuevamente por retirarse a consejo del Gral. de División en retiro Ignacio A. Bravo con los 1,700 hombres que le quedaban dejando en poder de los villistas 11 piezas de artillería, 300 granadas de artillería, 5 ametralladoras y alrededor de 300 fusiles. Ambos fueron aprehendidos y llevados a la Ciudad de México para que fueran juzgados por un Consejo de Guerra.